# Edward Francke

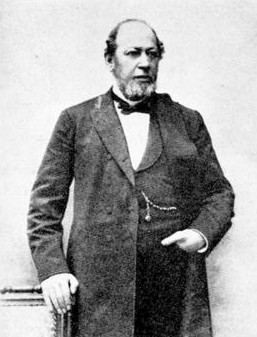
Edward Francke.

Johan Edward Francke, född 17 maj 1824 i Göteborg, död 21 augusti 1891 på sitt sommarställe på Skepparholmen, Boo socken, var en svensk grosshandlare. Han var bror till David Otto Francke.

## Biografi
Edward Francke var son till grosshandlaren Johan Francke. Han var 1840-1842 handelsbetjänt hos A H Evers & Co. och därefter 1842-1846 hos grosshandlaren J E Geijer i Göteborg. I november 1845 fick han tillsammans med Josua Braune patent på en metod för huggning och målning av färgträ och bildade tillsammans med Braune i januari året därpå firman Francke & Braune för att bedriva import av kolonialvaror. Man importerade bland annat socker som leverantör åt brodern David Ottos sockerraffinaderi i Mölndal. 1856 blev han tillsammans med brodern David Otto Francke och Josua Braune delägare i den nybildade firman Rosendahls Fabrikers AB (Rosendahls Spinneri och Färgeri) vid Mölndals Kvarnby, som förutom sockerbruket i Mölndal även ägde bomullsfabriken i Mölndal och Korndals pappersbruk. Samtliga av Rosendahls Fabrikers AB övertogs år 1856 av David Otto Francke, som blev disponent. David Otto Francke var även disponent även för pappersbruket Korndals Fabrikers AB från 1880 till 1891. Sedan 1855 hade Korndals Fabrikers pappersbruk den största tillverkningen i Sverige och producerade 1870 nästan hälften av Sveriges papper.
Under den följande tiden var Edward Francke aktiv inom Fässbergs socken både vid kyrk- och skolbyggnationen men var även 1856-1859 revisor i Göteborgs sundhetsnämnd. Genom kontakter med Victor Kjellberg kom han 1861 att träda in som disponentdirektör i Gällivareverken. Då veken 1864 såldes till The Gellivara Company Limited 1864 avgick han dock ur styrelsen. Samma år upplöstes även firman Francke & Braune. 1863-1864 var han även ledamot av styrelsen för Luleå kanal AB. Efter detta kom han att inrikta sig mot export av timmer. Omkring 1869 grundade han en såg vid Käppala som drevs fram till 1887 med timmer som hämtades från Mälardalen, Uppland och Åland. 1871 förvärvade han avverkningsrätt för skogar utmed Olandsån och bedrev timmerflottning i ån. 1869 skaffade han även genom aktieinköp tre års ensamrätt på inköp av trävaror från Hudiksvalls trävaru AB och köpte även 1/3 av Hörnefors bruk och lät ombilda bruket till aktiebolag, och arrenderade 1869-1874 även en såg vid Källskär utanför Söderhamn och 1870-1872 en vid Svansbo i Heds socken. 1872 köpte Francke Räfsö ångsågs AB. Han grundade 1874 tillsammans med några affärsmän från Göteborg Gideå & Husums AB. Han drev även 1877-1886 en såg vid Norrsundet och 1883 köpte han Kungsgården och Marieberg sågverk vilka han senare med A Valley ombildade till Kungsgården-Mariebergs AB med Francke som disponentdirektör. 1889-1890 köpte Francke en mängd hemman i Särna och Idre socknar i avsikt att kunna utnyttja timret från dessa.
Edward Francke var även från 1875 ordförande för Sågverks- och trävaruexportföreningen. Han blev 1887 riddare av Vasaorden. Edward Francke var en av de mest betydelsefulla pionjärerna inom svensk trävaruexport.